# 김현목
김현목(1991년 9월 18일 ~ )은 대한민국의 배우이다.

## 학력
- 금호고등학교 (졸업)
- 고려대학교 환경생태공학과, 사회학과 (졸업)

## 출연 작품

### 영화
- 2016년 《트랙》 ... 육상부 역
- 2016년 《베스트컷》... 재석 역
- 2016년 《투명인간과의 인터뷰》... 투명인간 역
- 2016년 《못난이들》... 용현 역
- 2016년 《나는 남한을 사랑합니다》 ... 탈북청년 역
- 2016년 《텅빈》 ... 아들 역
- 2016년 《경계》 ... 그 역
- 2017년 《기억의 밤》 ... 파출소 학생2 역
- 2017년 《홈런》 ... 김희철 역
- 2017년 《복덕방》 ... 농구소년 역
- 2017년 《모놀로그》 ... 남학생 역
- 2017년 《Imagine》... 상윤 역
- 2017년 《뼈》 ... 윤수 역
- 2017년 《WISH》 ... 손자 역
- 2017년 《영 피플 인 코리아》 ... 성인용품점 아르바이트생 역
- 2017년 《2인 3각》
- 2018년 《흥부》 ... 저자거리 청중 역
- 2018년 《퀴어영화 뷰티풀》... 평범해 역
- 2019년 《내안의 그놈》... 김재익 역
- 2019년 《잉여들의 역습》
- 2019년 《꽃이 필거야》 ... 동욱 역
- 2019년 《갓건담》
- 2020년 《파도를 걷는 소년》
- 2021년 《아이》 ... 경수 역
- 2021년 《캐논볼》 ... 현우 역
- 2021년 《쇼미더고스트》 ... 호두 역
- 2022년 《제임스의 영어학원》 (단편 영화)
- 2023년 《제비》 ... 어린 태목 역
- 2023년 《지구 종말 vs. 사랑》 (단편 영화)

### 드라마
- 2016년 MAKEUS/딩고 《오늘도 중고나라는 평화롭습니다》 ... 사기꾼 역
- 2016년 tvN 《혼술남녀》... 대학생 역
- 2016년 네이버 TV 《마이 올드 프렌드》 ... 정우 역
- 2016년 tvN 《쓸쓸하고 찬란하神 - 도깨비》... 버스승객 역
- 2017년 JTBC 《힘쎈여자 도봉순》 ... 학생 역
- 2017년 KBS2 《고백부부》 ... 방송부 학생 역
- 2018년 네이버 TV 《단지 너무 지루해서》 ... 김철수 역
- 2018년 네이버 TV 《하라는 공부는 안하고》... 이병진 역
- 2018년 네이버 TV 《팩 투더 퓨처》... 무당 역
- 2018년 네이버 TV 《브로젝트》 ... 고영재 역
- 2019년 OCN 《킬잇》 ... 강현목 역
- 2019년 KBS2 《저스티스》 ... 이태주 역
- 2019년 MBC 《어쩌다 발견한 하루》 ... 안수철 역
- 2020년 라이프타임 《진흙탕 연애담 시즌2》
- 2020년 KBS2 《한 번 다녀왔습니다》 ... 홍성우 역
- 2020년 MBC 《꼰대인턴》 ... 박철민 역 (특별출연)
- 2020년 KBS2 《출사표》 ...정용규 역
- 2021년 tvN 《나빌레라》... 김세종 역
- 2021년 tvN 《간 떨어지는 동거》
- 2021년 넷플릭스 《킹덤: 아신전》
- 2021년 SBS 《홍천기》 ... 만수 역
- 2021년 tvN 《배드 앤 크레이지》 ... 공진우 역
- 2022년 tvN 《월수금화목토》 … 유정한 역
- 2023년 KBS2 《어쩌다 마주친, 그대》 … 전영녹 역 (특별출연)
- 2023년 넷플릭스 《마스크걸》 … 마스크걸 카페지기 곰돌 역
- 2023년 KBS2 《혼례대첩》 … 김오봉 역
- 2023년 JTBC 《웰컴투 삼달리》 … 강백호 역
- 2023년 채널A 《남과 여》 … 김형섭 역
- 2024년 tvN 《엄마친구아들》 … 유튜버 역
- 2024년 SBS 《지옥에서 온 판사》 ... 가브리엘 역
- 2024년 tvN 《사랑은 외나무다리에서》 … 이기하 역
- 2025년 MBC 《바니와 오빠들》 ... 고봉수 역 (1회, 9회 특별출연)
- 2025년 tvN 《폭군의 셰프》 … 민개덕 역

## 수상
- 2016년 제10회 대단한 단편영화제 심사위원 특별언급
- 2017년 중앙영화제 연기상
- 2021년 제25회 부천국제판타스틱영화제 코리안 판타스틱 배우상 (《쇼미더고스트》)[1]